# Экзотический барион

Пентакварк

Экзотические барионы — тип адронов (связанных состояний кварков и глюонов) с полуцелым спином, но имеющих в своём составе число кварков, отличное от трёх (qqq), характерных для обычных барионов. Примером могут служить пентакварки, состоящие из четырёх кварков и одного антикварка (qqqqq̅).
Пока единственными обнаруженными экзотическими барионами являются пентакварки P+
c(4380) и P+
c(4450), обнаруженные в 2015 году коллаборацией LHCb.
Чтобы объяснить определённые экспериментальные аномалии, было предложено несколько типов экзотических барионов, находящихся за рамками Стандартной модели. Независимых экспериментальных доказательств для любой из этих частиц пока не существует. Одним из примеров служат суперсимметричные R-барионы которые являются связанными состояниями 3 кварков и глюино. Самый легкий R-барион обозначен как S0
 и состоит из верхнего кварка (u), нижнего кварка (d), странного кварка (s) и глюино. Ожидается, что эта частица будет долгоживущей или стабильной, с её помощью пытаются объяснить космические лучи сверхвысоких энергий. Стабильные экзотические барионы также являются кандидатами на частицы сильно взаимодействующей темной материи.
Футуролог Рэй Курцвейл предположил, что к концу 21-го века возможно использование фемтотехнологий для создания новых химических элементов, состоящих из экзотических барионов, которые в конечном итоге составят новую периодическую таблицу элементов, в которой элементы будут иметь свойства, совершенно отличные от свойств обычных химических элементов.